# Diodoros Pasparos
Diodoros Pasparos est un important notable de Pergame du début du Ier siècle av. J.-C.. Il a reçu l'honneur exceptionnel, pour un citoyen dans une cité grecque, d'avoir reçu un culte public de son vivant. Cet honneur fut décidé après que Pasparos est intervenu auprès de Rome en faveur de Pergame après la Première guerre de Mithridate, lors d'une ambassade conduite à Rome à une date située entre 85 et 73. Outre cette activité diplomatique, il apparaît comme un des plus grands évergètes de la fin de l'époque hellénistique. Il fait ainsi rénover un des gymnases de Pergame et prend à ses frais certains des honneurs qui lui avaient été décrétés. Recevoir de son vivant des honneurs divins (« isotheoi timai », littéralement, des honneurs dignes des dieux) était un témoignage de reconnaissance qui était jusqu'alors réservé aux rois où aux officiels romains. Le culte ainsi décrété se poursuivit après sa mort. Les décrets pris en son honneur mentionnent plusieurs statues, la consécration d'une tribu, la désignation d'un prêtre et la construction d'un lieu de culte, le Paspareion dans le quartier de Philétaireia, un concours est aussi organisé : les Diodoreia Paspareia. Pas moins de quinze documents épigraphiques nous le faisant connaître ont été retrouvés, ainsi que son portrait en marbre.